# José María Roca Franquesa
José María Roca Franquesa (Guimerá, Lérida, 11 de mayo de 1915-Oviedo, 14 de enero de 1983) fue un historiador de la literatura y crítico literario español.

## Trayectoria
Hijo de unos maestros de Molins de Rey, estudió Filosofía y Letras en Barcelona. Se licenció en filología románica en 1940. Catedrático de secundaria desde el 5 de enero de 1944, estuvo en el instituto de Córdoba. Se doctoró en filología en Madrid en 1948. Fue luego profesor de la Universidad de Oviedo. Con Emiliano Díez-Echarri escribió y publicó una extensa Historia de la literatura española e hispanoamericana (Madrid: Aguilar, 1966) y diversos trabajos sobre Armando Palacio Valdés, Guillén de Castro, la novela cortesana, Juan Valera, Francisco Rojas Zorrilla y Charles Baudelaire.